# Hron
El Hron és un afluent del Danubi de 298 km de llargària. És el segon riu més llarg d'Eslovàquia. Neix als Baixos Tatra, passa pel centre d'Eslovàquia i pel sud, fins a desembocar al Danubi prop de Štúrovo i Esztergom.
Les ciutats més importants per on passa el Hron són Brezno, Banská Bystrica, Sliač, Zvolen, Žiar nad Hronom, Žarnovica, Nová Baňa, Tlmače, Levice, Želiezovce i Štúrovo.
Al curs del temps, el riu va canviar d'estat, per guerres, per l'eiximent o l'ocàs de civilitzacions i regnes, i així té una sèrie de noms que reflecteixen la seva història. El nom és probablement d'origen germànic * Granahua de * grana, picea i * hua, aigua. En llatí es diu Granua i en grec antic Γρανούα, i en hongarès Garam. L'emperador romà Marc Aureli ha escrit les seves Meditationes al marge d'aquest riu «in terra quadorum ad granuam» (al país dels quads al marge del Hron). El lloc exacte de l'estada de l'emperador no és pas conegut, però segons troballes arqueològiques hauria pogut ser al poble de Šarovce prop de Levice, on el novembre de 2014 es va inaugurar un monument a Marc Aureli.